# Calendário xhosa
Para o tradicional calendário Xhosa ou Cosa, o ano começa em junho e termina em maio, quando Canopus, uma grande estrela visível no hemisfério sul, marcava o tempo de colher.
Na língua xhosa, há duas formas de nomenclatura de meses: moderno e tradicional.  Nas áreas urbanas, são utilizados os nomes modernos do mês. No entanto, nas zonas rurais, na poesia, e particularmente na Cabo Oriental, os nomes antigos ainda são usados.

## Nomes dos meses

### Moderno
Os nomes modernos para os meses são emprestados dos equivalentes Inglês:
- Janeiro - uJanuwari
- Fevereiro - uFebhuwari
- Março - uMatshi
- Abril - uApreli
- Maio - uMeyi
- Junho - uJuni
- Julho - uJulayi
- Agosto - uAgasti
- Setembro - uSeptemba
- Outubro - uOktobha
- Novembro - uNovemba
- Dezembro - uDisemba

### Tradicional
Os nomes tradicionais para meses vêm de nomes de plantas ou flores que crescem ou mudanças sazonais que acontecem em um determinado momento do ano. São eles:
- Janeiro – EyoMqungu (mês da Tambuki Grass)
- Fevereiro – EyoMdumba (mês da swelling grain)
- Março – EyoKwindla (mês da first fruits)
- Abril – UTshazimpuzi (mês da withering pumpkins)
- Maio – UCanzibe (mês de Canopus)
- Junho - Isilimela (mês da Pleiades)
- Julho – EyeKhala / EyeNtlaba (mês da aloes)
- Agosto – EyeThupha (mês da buds)
- Setembro – EyoMsintsi (mês da árvore Costa dos Corais)
- Outubro – EyeDwarha (mês da vitória-régia)
- Novembro – EyeNkanga (mês da pequenas margaridas amarelas)
- Dezembro  EyoMnga (mês da mimosa thorn tree e simba)

## Dias da semana
- Segunda-feira - uMvulo
- Terça-feira - uLwesibini
- Quarta-feira - uLwesithathu
- Quinta-feira - uLwesine
- Sexta-feira - uLwesihlanu
- Sábado - uMgqibelo
- Domingo - iCawe

## Estações
- Outono - eKwindla
- Inverno - uBusika
- Primavera - iNtlakohlaza/iNtwasahlobo
- Verão - iHlobo